# 李光荣 (1912年)
李光荣（1912年—1982年7月14日），瑶族，云南河口梁子寨村人，中华人民共和国政治人物，第一届全国人大代表。

## 生平
1948年组织民众武装。1950年10月，被任命为河口市坝田卡区副区长。1954年3月，当选屏边县瑶山瑶族自治区人民政府首任主席，后历任屏边县副县长、红河州政协副主席、云南省政协委员、云南省民委委员等职。“文革”期间受到冲击。1982年7月14日因肝癌病逝于个旧。